# Varis Krūmiņš (instruktør)
Varis Krūmiņš (23. maj 1931 i Riga i Letland – 24. juli 2004) var en lettisk dokumentar- og filminstruktør. Han var siden 1957 medlem af Letlands Filmskaberforening.
Krūmiņš dimitterede i 1956 fra det Alsovjetiske Statslige Filminstituts instruktør-fakultet (i dag Gerasimov Filminstitut) i Moskva. Året inden sin dimission begyndte han som andeninstruktør ved Rīgas Kinostudija-filmen "Pēc vētras" (Efter stormen). I 1956 debuterede han som instruktør med filmen "Cēloņi un sekas" (Årsager og konsekvenser). I 1957 fik Krūmiņš succes med filmen "Zvejnieka dēls" (Fiskersønnen) med Eduards Pāvuls i hovedrollen. Siden 1960'erne virkede han indenfor dokumentarfilm-branchen. Mellem dokumentarfilmene instruerede han i 1971 også spillefilmen "Kara ceļa mantinieki" (Krigsvejens arvinger).